# Marfin Bank Beograd
Marfin Bank Beograd est une banque serbe qui a son siège social à Belgrade, la capitale de la Serbie. Elle fait partie du groupe chypriote Marfin Popular Bank.

## Activités
Marfin Bank Beograd est une banque commerciale qui propose des services bancaires aux particuliers. Elle propose des comptes courants, des chéquiers et des cartes de crédit, des prêts, des produits d'épargne, un service de banque électronique ; elle pratique le change et offre également des services de paiements internationaux. Elle travaille également avec les entreprises.

## Capital
Le capital de Marfin Bank Beograd est détenu à hauteur de 97,58 % par le groupe chypriote Marfin Popular Bank Public Co Ltd.